# Всемирная выставка (1970)
Japan World Exposition, Osaka, 1970 (яп. 日本万国博覧会 Nihon Bankoku Hakuran-kai) или Expo 70 — всемирная выставка, проводившаяся в городе Суита, префектура Осака, Япония, с 15 марта по 13 сентября 1970 года. Темой данной выставки была «Прогресс и гармония для человечества». На японском языке Expo '70 часто называют  (яп. 大阪万博 Ōsaka Banpaku) . Это была первая всемирная выставка, проводившаяся в Японии и Азии.

## Участники выставки

### Австралия
Показано мастерство метания копья и бумеранга аборигенами.

### Канада
Был показан первый фильм в формате IMAX.

### СССР
Здание с высотой от 24 до 104 м. Реконструкция мамонта.

### США
На выставке был представлен кусочек Луны.

### Чехословакия
Скульптура «Братание».

### Южная Корея
Был построен сферический павильон.